# Lukanénye
Lukanénye (szlovákul: Nenince) község Szlovákiában, a Besztercebányai kerületben, a Nagykürtösi járásban.

## Fekvése
Nagykürtöstől 15 km-re délnyugatra fekszik.

## Története
1135-ben említik először "Nene" alakban, amikor birtokosa a Hont-Pázmány nembeli Lampert comes a falut a bozóki premontrei kolostornak adja. Neve valószínűleg személynévi eredetű, Luka előtagját pedig a 14. században birtokos Luka családról kapta. 1243-ban "Nenye", 1346-ban "Dacownene", 1409-ben "Apathy seu Alsonenye", 1410-ben "Nenye, alia Nenye" alakban szerepel a korabeli forrásokban. 1243-ban IV. Béla a falut a Dobák családnak adja. A Luka család 1337-ben lett a falu birtokosa és évszázadokig volt a falu földesura. A 18. században Luka Lajos kastélyt is építtetett a faluban, amely ma is áll, iskola van benne. Szintén ekkor épült a Blaskovits-kastély, ma szálló van benne. A harmadik kastély a Fekete családé, ma romos állapotban van. 1715-ben Lukanényén kúria és 22 ház állt. 1828-ban 66 házában 404 lakos élt. Lakói mezőgazdasággal és szőlőtermesztéssel foglalkoztak.
A mai falu Lukanénye és Házasnénye egyesítéséből keletkezett. Házasnénye 1409-ben tűnik fel a történeti forrásokban. Többek között a Luka, a Palásthy és a Fekete családok birtoka volt. 1828-ban 29 házában 175 lakos élt. 1907-ben egyesítették Lukanényével.
Vályi András szerint "Házas Nénnye, és Luka Nénnye, Két magyar falu Hont Várm. Házas Nénnyének földes Ura Trsztyánszky Úr, a’ kiknek szép egy emeletű házok ’s kertyek vagyon itten, ez amannak filiája, lakosaik katolikusok, fekszenek B. Gyarmattól 1 1/2 óránnyira, földgyeik jók, legelőjök elég, fájok van mind a’ két féle, szőlö hegyeik is meg lehetősek, malmaik is vagynak, gabonájokat B. Gyarmaton, boraikat pedig a’ Bánya Városokban szokták el adni."
Fényes Elek szerint "Nénye (Luka), Ninicz, magyar falu, Honth vgyében, Nénye-Házas mellett: 365 kath., 10 evang., 8 zsidó lak. F. u. a Luka nemzetség. Ut. p. Ipoly-Ságh."
"Nénye (Házas), magyar falu, Honth vmegyében, ut. p. B.-Gyarmathoz északra 1 1/2 mfd., 101 kath., 31 evang., 2 ref., 6 zsidó lak. Kath. paroch. templom. Bortermesztés. F. u. Tersztyánszky Lajos." 
A trianoni békeszerződésig Hont vármegye Ipolynyéki járásához tartozott. 1938 és 1944 között újra Magyarország része volt.

## Népessége
| Év:            | 1994. | 2004.   | 2014.   | 2024.   |
| -------------- | ----- | ------- | ------- | ------- |
| Emberek száma: | 1400  | 1390    | 1361    | 1261    |
| Eltérés:       |       | -0,71 % | -2,08 % | -7,34 % |

| Év:            | 2023. | 2024.   |
| -------------- | ----- | ------- |
| Emberek száma: | 1282  | 1261    |
| Eltérés:       |       | -1,63 % |

1880-ban Lukanénye 390 lakosából 346 magyar és 26 szlovák anyanyelvű, Házasnényén 132 magyar és 1 szlovák anyanyelvű élt.
1890-ben Lukanénye 445 lakosából 379 magyar és 65 szlovák anyanyelvű, Házasnényén 178 magyar és 18 szlovák anyanyelvű élt.
1900-ban Lukanénye 566 lakosából 542 magyar és 23 szlovák anyanyelvű, Házasnényén 209 magyar és 7 szlovák anyanyelvű élt.
1910-ben 827 lakosából 798 magyar és 23 szlovák anyanyelvű volt.
1921-ben 813 lakosából 775 magyar és 13 csehszlovák volt.
1930-ban 878 lakosából 587 magyar és 230 csehszlovák volt.
1941-ben 901 lakosából 845 magyar és 55 szlovák volt.
1991-ben 1370 lakosából 1029 magyar és 339 szlovák volt.
2001-ben 1394 lakosából 1085 magyar és 305 szlovák volt.
2011-ben 1391 lakosából 1111 magyar és 263 szlovák volt.
2021-ben 1318 lakosából 720 (+56) magyar, 579 (+49) szlovák, (+1) ruszin, 3 (+2)  egyéb és 16 ismeretlen nemzetiségű volt.

## Nevezetességei
- Mindenszentek tiszteletére szentelt római katolikus temploma az 1780-as években épült barokk-klasszicista stílusban.
- A falu másik, modern temploma az 1990-es években épült a Jópásztor tiszteletére.
- A Luka-kastély a 18. században épült klasszicista stílusban, ma iskola működik benne.
- A Blaskovits-kastély szintén 18. századi klasszicista, egy ideig szövetkezeti iroda volt, ma szálló van benne.
- A Fekete-kastély romos állapotú.
- A falunak gazdag népi hagyományai, népköltészete van. Kodály Zoltán kétszer, 1910-ben és 1911-ben is gyűjtött a faluban.
- Szent Orbán szobor. Jozef Fojtík fafaragó népművész alkotását 2007 májusában avatták fel a szőlőkkel borított Botrányhegyen.

## Neves személyek
- A falu papja volt 1699 és 1707 között Foglár György címzetes szerbiai püspök, egri kanonok, az egri jogi akadémia megalapítója.
- Itt volt plébános Lénár Károly 1951-es bebörtönzése előtt.
- Itt született 1806-ban Blaskovich Gyula jogász, táblabíró, Heves vármegye főispánja.
- Itt hunyt el 1908-ban Majthényi László főispán, a főrendiház tagja.

## Külső hivatkozások
- Hivatalos oldal
- Községinfó
- Lukanénye Szlovákia térképén
- E-obce.sk[halott link]